# Kanic tukula
Kanic tukula (Epinephelus tukula) je velký útesový druh ryby z řádu ostnoploutví (Perciformes) a z čeledi kanicovití (Serranidae). Druh popsal J. F. C. Morgans v roce 1959.

## Výskyt
Tato ryba se vyskytuje v Indo-Pacifiku podél Afriky od Jihoafrické republiky na sever až k Rudému moři (včetně okolí Seychel a Maskarén), dále podél západního pobřeží Indického subkontinentu, areál výskytu zahrnuje také pobřeží severní Austrálie, Malajské souostroví, Šalomounovy ostrovy, na sever zasahuje až po Japonsko. Dle IUCN je kanic tukula málo dotčeným druhem.

## Popis
Kanic tukula je velkým druhem, dosahuje délky až 2 m a maximální zaznamenané hmotnosti až 110 kg. Jeho zbarvení je bíle, s černými skvrnami. Kanic tukula je považován za teritoriální agresivní druh, nicméně v některých oblastech kanicové přivykli přítomnosti potápěčů, a mohou od nich dokonce přijímat potravu. Přirozeně se živí útesovými rybami, korýši a rejnoky. Kůže je pokryta slizovou vrstvičkou, která slouží jako ochrana před parazity, jako jsou svijonožci. Tento pokryv je však mimořádně citlivý, a proto se nedoporučuje potápěčům, aby se kaniců dotýkali.

## Synonyma
- Serranus dispar Playfair, 1867